# Jan ze Schwarzenbergu
Jan ze Schwarzenbergu zvaný Silný (německy Johann von Schwarzenberg, „der Starke“; Johann Freiherr zu Schwarzenbergd-Hohenlandsberg, 25. prosince 1463 – 21. října 1528, Norimberk) byl německý šlechtic, svobodný pán a pán ze Schwarzenbergu-Hohenlandsberg-Wassendorfu, hofmistr knížete-biskupa bamberského.

## Život

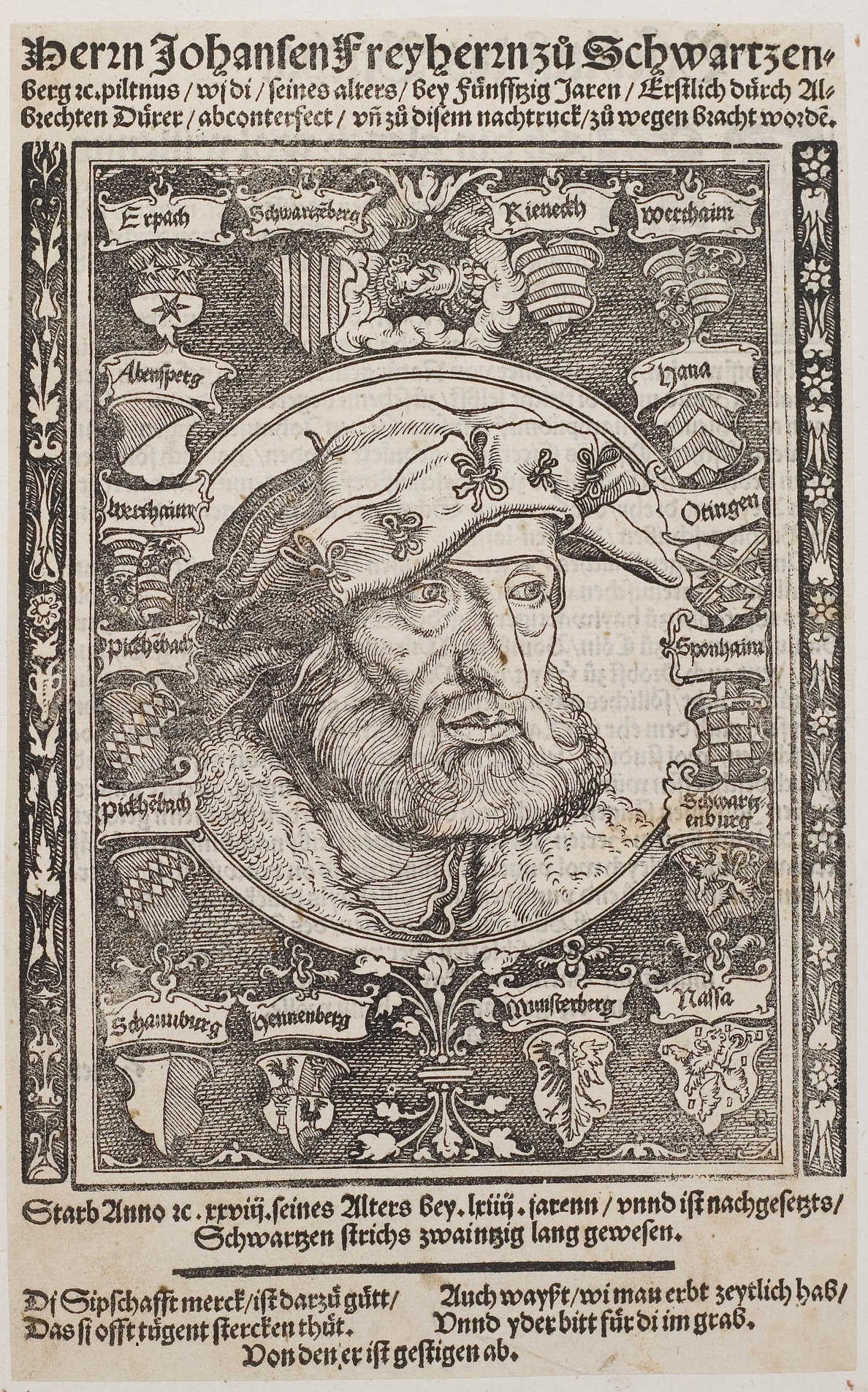
Jan ze Schwarzenbergu od Albrechta Dürera

Byl jediným synem svobodného pána Zikmunda ze Schwarzenbergu († 1502), pána z Hohenlandsbergu, a jeho druhé manželky Evy z Erbachu († 1489), dcery Oty Schenka z Erbachu († 1468) a Amélie z Wertheimu, dcery hraběte Michaela I. z Wertheimu († 1440).
Jeho prarodiči byli svobodný pán Erkinger I. ze Seinsheimu (1362 – 1437) a Barbora z Abensbergu († 1448). Jeho sestra Kunhuta ze Schwarzenberg-Hohenlandsbergu († po roce 1473) byla provdána za Jana ze Šlejnic.
Jan se stal hofmistrem knížete-biskupa v Bamberku. Na žádost knížete-biskupa Jiřího III. Schenka z Limburku († 1522) sepsal „Bamberský soudní řád“ (Brandenburgische peinliche Gerichtsordnung, Brandenburgica; Bamberger Halsgerichtsordnung, či jen Bambergensis), který se později stal základem pro zákoník Constitutio criminalis Carolina (Lex Carolina) císaře Karla V. z roku 1530.
Jan se přátelil s Martinem Lutherem.
V roce 1507 byl Jan vůdcem „franského rytířského hnutí“. V letech 1522 až 1524 byl členem císařského pluku a v nepřítomnosti Karla V. místodržitelem císařství. Psal morálně-satirické básně, překlady (především Cicera) a reformační díla.
Jan ze Schwarzenbergu zemřel 21. října 1528 v Norimberku ve věku 64 let a byl pohřben v tamním kostele sv. Jana.

## Manželství a rodina
Jan ze Schwarzenbergu se 24. srpna 1485 oženil s hraběnkou Kunhutou z Rienecku (1469 – 1502), dcerou hraběte Filipa II. z Rienecku († 1497) a Anny z Wertheim-Breibergu († 1497). Manželé měli dvanáct dětí:  
- Magdalena ze Schwarzenberg-Hohenlandsbergu (*/† 31. března 1487)
- Kryštof I. ze Schwarzenbergu (28. července 1488 – 9. ledna 1538), pán z Weiernu, Traublingu a Egenhofenu, dvorní soudce a zemský hofmistr v Bavorsku, poprvé se oženil dne 12. května 1509 s hraběnkou Evou z Montfortu († 1527), podruhé dne 1. ledna 1528 se Scholastikou Nothaftovou z Wernbergu († 1589)
- Barbora ze Schwarzenberg-Hohenlandsbergu (9. února 1490 – srpen 1525), převorka kláštera Božího hrobu v Bamberku
- Filip ze Schwarzenberg-Hohenlandsbergu (*/† 16. července 1491)
- Anna ze Schwarzenberg-Hohenlandsbergu (8. září 1492 – 1532), provdaná za Melichara ze Seinsheimu († 1520)
- Kunhuta ze Schwarzenberg-Hohenlandsbergu (29. srpna 1494 – 1511), provdaná za císařského radu Hanse Waltera z Laubenbergu
- Helena ze Schwarzenberg-Hohenlandsbergu (9. listopadu 1495 – 1514), provdaná za svobodného pána Oldřicha VIII. ze Saxu († 23. srpna 1538), hejtman ve Švýcarech
- Pavel ze Schwarzenberg-Hohenlandsbergu (12./13. července 1497/1498 – 18. května 1535), kanovník v Kolíně nad Rýnem, Bamberku, Würzburku, Augsburku a Mohuči a básník
- Bedřich I. ze Schwarzenbergu, zv. "nešťastný" (19. září 1498 – 12. září 1561), svobodný pán ze Schwarzenberg-Hohenlandsbergu, württemberský nejvyšší fojt, 1547–52 v říšské klatbě. Byl třikrát ženatý - I. od roku 1523 s hraběnkou Wandelburgou z Helfensteinu († 1528), II. se 8. září 1529 oženil s hraběnkou Marií z Wertheimu († 1536), III. se oženil dne 15. března/8. dubna 1537 Annou z Oettingenu († 1549)
- Anežka ze Schwarzenberg-Hohenlandsbergu (21. září 1499 – 1514), provdaná za Jiřího ze Seckendorffu na Obernzennu, (asi 1481–1533), bamberského úředníka v Höchstadtu/Aisch
- Uršula ze Schwarzenberg-Hohenlandsbergu (* 15. srpna 1500)
- Markéta ze Schwarzenberg-Hohenlandsbergu (*/† 27. října 1502)

Kromě toho nechal Jan ze Schwarzenbergz ve svém domě vychovat také svého synovce Jiřího Ludvíka ze Seinsheimu.